# Палацуоло сул Сенио
Палацуо̀ло сул Сѐнио (на италиански: Palazzuolo sul Senio, на местен диалект Palazôl, Палацол) е село и община в централна Италия, провинция Флоренция, регион Тоскана. Разположено е на 437 m надморска височина. Населението на общината е 1189 души (към 2011 г.).